# Calzada de Sein
La Calzada de Sein (en francés: Chaussée de Sein) es una estrecha plataforma submarina que prolonga hacia el oeste el promontorio granítico de la punta de Raz, en el extremo occidental de la Bretaña francesa, en el departamento de Finisterre. Está separada del continente por un estrecho poco profundo, el Raz de Sein. La Calzada de Sein marca el límite sur del mar de Iroise.

## Características geográficas
Se extiende de este a oeste sobre una longitud de unos 25 km, y cubre una extensión de 41.386 ha. Se compone principalmente de altos fondos rocosos de granito, algunos aflorando a marea baja, flanqueados de dos plataformas de arena: los altos fondos de Ar Men al norte, y el banco de arena de Kafarnao al sur. Ambos bancos de arena terminan de manera abrupta bajando a 50 m de profundidad, y hasta 100 m en su extremo norte. El punto más elevado de la calzada es la isla de Sein, situada en su mitad este, que culmina a 5 m encima del nivel del mar.
Es una zona muy peligrosa para la navegación debido no sólo a las numerosas rocas, sino también a las fuertes corrientes marinas producidas por las mareas. Obliga por lo tanto a los grandes buques a dar un largo rodeo hacia el oeste. La calzada cuenta con dos pasos para los barcos, y sólo aptos para navegantes experimentados: en el oeste, el estrecho paso de Ar Men, a la derecha del faro del mismo nombre, que sólo permite la navegación de pequeñas embarcaciones; y el Raz de Sein situado entre la isla de Sein y la punta de Raz.

## Fauna
La dificultad de acceso de la calzada ha permitido conservar una gran variedad de hábitats submarinos bien conservados, ricos en microalgas y en fitoplancton. Es una buena zona de pesca de la langosta europea. Se observan cada invierno jóvenes ejemplares de focas grises y se pueden ver a veces focas adultas descansando sobre las rocas. Un grupo de 20 delfines mular se ha sedentarizado dentro de la isóbata de los 30 m, y se mueven en un área de 6 km², entre la isla de Sein y el oeste de la calzada.

## Protección medioambiental
La Calzada de Sein ha sido propuesta como Lugar de Importancia Comunitaria (LIC) para la Red Natura 2000 de la Unión Europea.

## Faros
Desde principios del siglo XIX, las numerosas quejas provocadas por el alto número de naufragios en la zona han impulsado a las autoridades francesas a seleccionar emplazamientos para construir varios faros que señalicen los altos fondos de la Calzada de Sein y los arrecifes que la bordean. Su peligrosa y difícil construcción, en diminutos islotes alejados de la costa, así como las penosas condiciones de vida de sus guardianes, han convertido a algunos de ellos en faros míticos en Francia. Los faros de esta región son, de este a oeste:
- el faro de la Vieille y la tourelle de la Plate, en unos islotes frente a la punta de Raz
- el faro de Tévennec, al norte del Raz de Sein
- el feu du Chat, en el extremo oriental de la Calzada y borde occidental del Raz de Sein
- el faro de Men Brial, en la entrada del puerto de Île-de-Sein
- el gran faro de la isla de Sein, en el extremo occidental de la isla
- el faro de Ar Men, en el extremo oeste de la Calzada